# Kim Yoo-mi
Kim Yoo-mi (ur. 12 października 1979 w Yangyang) – południowokoreańska aktorka filmowa, teatralna i telewizyjna.

## Filmografia
- 2000: Swat Police
- 2002: Telefon jako Ho-Jeong
- 2004: Lalkarz jako Hae-mi
- 2011: Ryang-kang-do A-i-deul jako Dong sook
- 2013: Cruel City jako Lee Jin Sook
- 2014: Can we Love? jako Kim Sun Mi
- 2015: The Greatest Couple

## Życie prywatne
Od 2016 jest żoną aktora Jung Woo z którym ma córkę.